# Wojewódzka i Miejska Biblioteka Publiczna w Rzeszowie
Wojewódzka i Miejska Biblioteka Publiczna w Rzeszowie – biblioteka publiczna z siedzibą w Rzeszowie. Pełni funkcję gminnej i powiatowej biblioteki publicznej dla miasta Rzeszowa, powiatowej biblioteki publicznej dla powiatu rzeszowskiego i wojewódzkiej biblioteki publicznej dla województwa podkarpackiego. 

## Historia
Rzeszowskie bibliotekarstwo powszechne swym początkiem sięga drugiej połowy XIX stulecia, bowiem już w 1882 roku została założona przez Towarzystwo Oświaty Ludowej w Rzeszowie biblioteka o charakterze publicznym. Kontynuatorką tej instytucji była otwarta w 1906 roku Biblioteka Miejska Towarzystwa Szkoły Ludowej, działająca do czerwca 1940 roku. Myśl o zorganizowaniu w Rzeszowie Miejskiej Biblioteki Publicznej powstała w pierwszych miesiącach po wyzwoleniu miasta. 3 stycznia 1945 roku powołano Komitet Organizacyjny, a Ministerstwo Oświaty wyraziło zgodę na jej utworzenie. Ostatecznie na posiedzeniu Zarządu Miejskiego, 22 maja 1945 roku, podjęto uchwałę o utworzeniu Miejskiej Biblioteki Publicznej w Rzeszowie. Uroczyste otwarcie MBP w Rzeszowie odbyło się w grudniu 1945 roku. 
Wojewódzka Biblioteka Publiczna została otwarta 1 września 1950 roku. W wyniku centralnych decyzji dotyczących łączenia bibliotek wojewódzkich z miejskimi Prezydium WRN w Rzeszowie, 20 sierpnia 1954 roku, podjęło uchwałę, na mocy której nastąpiło połączenie obu placówek w jedną instytucję pod nazwą Wojewódzka i Miejska Biblioteka Publiczna w Rzeszowie. Zmiany w strukturze administracyjnej kraju, w czerwcu 1975 roku, spowodowały reorganizację funkcji WiMBP, w związku z czym 30 lipca 1975 roku, Bibliotece nadano nowy statut oraz ustalono nazwę tej instytucji jako: Wojewódzka Biblioteka Publiczna w Rzeszowie. Od 1 stycznia 1992 roku ponownie funkcjonuje jako Wojewódzka i Miejska Biblioteka Publiczna (WiMPB) w Rzeszowie.

## Budynek
Obecny główny budynek biblioteki, przy ul. Sokoła 13 w Rzeszowie, został wzniesiony jak siedziba Rady Powiatu w latach 1898-1902 według projektu Tadeusza Stryjeńskiego w stylu secesyjnym. Pomiędzy latami 1909 i 1928 przedłużono go w stronę wschodnią, powtarzając układ i dekorację architektoniczną reszty budynku. W latach 60. XX w. przeprowadzono adaptację na bibliotekę. Kolejne przebudowy nastąpiły w 1975 r. i w końcu XX wieku. W 2004 r. gmach wyremontowano przywracając pierwotny wystrój architektoniczny fasady i iglicę na dachu. Jest to jeden z niewielu przykładów secesji wśród budynków użyteczności publicznej w Rzeszowie.

## Struktura
Obecnie w strukturze organizacyjnej Biblioteki, do bezpośredniej obsługi czytelników, funkcjonuje 5 oddziałów:
- Wypożyczalnia Główna, ul. Dąbrowskiego 33a
- Czytelnia Główna, ul. Sokoła 13
- Oddział Dokumentów Życia Społecznego, ul. Langiewicza 17
- Oddział dla Dzieci i Młodzieży, ul. Słowackiego 11
- Wypożyczalnia Muzyczna, ul. Żeromskiego 2

Ponadto biblioteka prowadzi 18 filii miejskich oraz 4 punkty biblioteczne.

## Usługi
W 2021 r. biblioteka obsługiwała ponad 34 tys. czytelników. Dysponuje zbiorami o łącznej liczbie ponad 520 tys. woluminów książek i czasopism oprawnych oraz ponad 47 tys. egzemplarzy zbiorów specjalnych. Do najcenniejszych należą stare druki w liczbie 435 woluminów i 171 rękopisów.
Biblioteka wypożycza swoje zbiory na zewnątrz, udostępnia je na miejscu oraz pośredniczy w sprowadzaniu książek z innych bibliotek w kraju. Udziela informacji katalogowych, faktograficznych i bibliograficznych w systemie tradycyjnym i zautomatyzowanym. Tworzy i udostępnia katalogi online i różnorodne bazy danych. Od 2008 roku tworzy Bibliografię województwa podkarpackiego systemem zintegrowanym, wspólnie z bibliotekami powiatowymi i działającymi w miastach powiatowych, w ramach Systemu Bibliografii Regionalnej. Wykorzystuje także elektroniczne technologie w zakresie rejestracji czytelników, wypożyczeń i innych prac bibliotecznych. WiMBP posiada rozbudowaną stronę www. Poprzez sukcesywną digitalizację zbiorów współtworzy Podkarpacką Bibliotekę Cyfrową. Atrakcyjność wizerunku programowego instytucji określa także szerokie spektrum działań kulturalno-oświatowych, zwłaszcza wystawiennictwo, spotkania autorskie, promocja dorobku twórczego środowisk lokalnych oraz organizowane systematycznie, w masowej skali, cykle edukacyjne dla dzieci i młodzieży. W ramach przysposobienia czytelniczego prowadzi lekcje biblioteczne dla uczniów i studentów. W zakresie działalności wydawniczej Biblioteka publikuje m.in.: bibliografię regionalną, materiały statystyczne i promocyjne dotyczące działalności bibliotek publicznych w mieście i w regionie. Na rzecz bibliotek samorządowych prowadzi działalność instruktażową. W Bibliotece funkcjonują Dyskusyjne Kluby Książki. WiMBP współpracuje z innymi instytucjami kultury w mieście i w regionie, z placówkami opiekuńczo-oświatowymi, środowiskiem literackim i z Uniwersytetem Trzeciego Wieku działającym przy Uniwersytecie Rzeszowskim.